# 三室のぼる
三室 のぼる（みむろ のぼる）は、日本の音楽プロデューサー、作曲家、ギタリストである。東京都渋谷区生まれ。幼少時代は静岡県浜松市にて育つ。

## 音楽性
1969年「KUMA」こと、仲博史が名古屋で結成したロックバンド「THE JILL」に参加（ドラムス、ベース、ギター、キーボードの4人でスタートするが後にギタートリオ）米軍キャンプ・ジャズ喫茶・ディスコ等のステージを中心にギタリストとしてのキャリアをスタートする。1971年解散後、一時はブルースに没頭するが、プログレッシブ・ロックを基調としたバンド結成を目論み曲作りを始める。しかし1970年代後半、マルチトラック・レコーダーを使ったオーバー・ダビングが機縁となり、超現実的な音楽制作に傾倒、MIDIの普及と共に、Mac&Pro Toolsを使ったサウンド・デザインの実践と、終始、仮想世界中心の音楽制作（プロデュース）が継続することとなり、未だ現実でのバンド結成には至っていない。

## 概要
プログレッシブ・ロック、器楽曲作品のディスクメディア、CM音楽を主に手掛ける。ギター・オーケストレーション、シンフォニー・ロックに造詣が深く、特化したプロデュース作品には「寺内タケシ・ポリフォニック」「寺内タケシ・交響曲ASIA」がある。編曲および自己様式美の範疇であればギター演奏も行うが、バンド形態に偏執的傾倒を示し、作曲以外では都度のバンド名や「〜プロジェクト」名を用いる場合が多い。1980年代の一時期には歌謡曲（J-POP）の作曲も行い、水口晴幸、野口五郎、志穂美悦子、中森明菜、工藤夕貴などに楽曲を提供した。

## Web
1990年代後半より、音楽制作に於けるWebシステムソリューション構築に取り組み、2003年頃よりWebベース中心に制作システムを移行する。以後、Webクリエイターを兼任する傍ら、音楽制作事務所代表を歴任、2007年より多チャンネル（5.1サラウンド）を最終形態としての楽曲を制作する。